# Demokracja nieskonsolidowana
Demokracje nieskonsolidowane  - są to państwa, w których przyjęcie reguły rywalizujących wyborów dokonało się stosunkowo niedawno, a wartości liberalizmu nie zdołały jeszcze przeniknąć całkowicie praktyki politycznej, a tym bardziej się w niej utrwalić.
Mogą one osiągnąć stadium konsolidacji. Odbywanie rywalizacyjnych wyborów oraz proklamowanie takich zasad ustrojowych, jak podział władz, rządy prawa oraz ochrona praw obywatelskich, nakazują zaliczenie tych krajów do grupy demokracji. Większość krajów należących do tej grupy przyjmuje prezydencką formę rządów, lecz są i wyjątki. Nie ma wśród nich monarchii. Rywalizacja polityczna toczy się w ramach nieustabilizowanych systemów wielopartyjnych. Wśród instytucji publicznych, które uczestniczą w życiu politycznym, odnajdujemy także i takie, które nie pochodzą z wyboru, jak np. wojsko, związki zawodowe czy kościoły, co zdaniem niektórych autorów uniemożliwia określenie owych systemów politycznych jako demokracji skonsolidowanych.